# Hałyna Jefremenko
Hałyna Jefremenko, z domu Maniaczenko, ukr. Галина Єфременко (Маняченко) (ur. 23 grudnia 1980 w Kijowie) – ukraińska łyżwiarka figurowa, startująca w konkurencji solistek. Dwukrotna uczestniczka igrzysk olimpijskich (2002, 2006), brązowa medalistka mistrzostw świata juniorów (1994) w parach sportowych, medalistka zawodów międzynarodowych oraz trzykrotna mistrzyni Ukrainy (2000, 2002, 2004) wśród solistek. Zakończyła karierę w 2006 roku.
Odnosiła sukcesy w Mistrzostwach Europy (m.in. 4. miejsce w 2002, 6. miejsce w 2003 i 2005). Występowała dwukrotnie na igrzyskach olimpijskich (2002 – 12. miejsce, oraz 2006).